# Devetak (Štimlje)
Pour les articles homonymes, voir Devetak.
Devetak en albanais et Devetak en serbe latin (en serbe cyrillique : Деветак) est une localité du Kosovo située dans la commune/municipalité de Shtime/Štimlje, district de Ferizaj/Uroševac (Kosovo) ou district de Kosovo (Serbie). Selon le recensement kosovar de 2011, elle ne compte plus aucun habitant.

## Démographie

### Évolution historique de la population dans la localité
| 1948 | 1953 | 1961 | 1971 | 1981 | 1991 | 2011 |
| ---- | ---- | ---- | ---- | ---- | ---- | ---- |
| 62   | 47   | 51   | 44   | 54   | 70   | 0    |

|  |